# Annales de la religion
Pour les articles homonymes, voir Annales (homonymie).
La gazette Annales de la religion avait pour sous-titre ou Mémoires pour servir à l'histoire du XVIIIe siècle, par une société d'amis de la religion et de la patrie.
Cette gazette parut de mai 1795 à avril 1804.
L'abbé Henri Grégoire, Jean-Denis Lanjuinais, Jean-Baptiste Royer, Desbois de Rochefort, Saint-Marc tous de tendance gallicane voire janséniste furent les rédacteurs de cette gazette.
Les Annales de la Religion étaient l'organe de presse de la Société de philosophie chrétienne, société créée en 1795 par les mêmes pour réactiver l'étude des sciences religieuses et lutter contre la Théophilanthropie et le culte de l'Être Suprême. Les membres de cette société utilisaient les Annales pour publier leurs travaux, défendre les idées de l'Église constitutionnelle gallicane et réunir les membres de ce clergé. 
Les Annales de la Religion disparurent de façon inexpliquée en 1803, sans doute à cause de leur opposition virulente au Concordat de 1801 signé entre Napoléon Bonaparte et le pape Pie VI.
Le rapport de Roederer de 1803 sur la presse estime à 744 son nombre d'abonnés, ce qui est assez important pour l'époque. Son tirage était de 3000 exemplaires environ.

## Sources
Jean Tulard, Jean-François Fayard et Alfred Fierro, Histoire et dictionnaire de la Révolution française. 1789–1799, Paris, éd. Robert Laffont, coll. « Bouquins », 1987, 1998 [détail des éditions] (ISBN 978-2-221-08850-0)
- Bernard Plongeron, L'abbé Grégoire et la république des savants, Éditions du CTHS, 2001.
- Rita Hermont-Belot, L'abbé Grégoire, la politique et la vérité, Seuil, 2000.